# Quizquiz
Quizquiz, död 1534, var officer i Inkariket. Quizquiz hjälpte inkapretendenten Atahualpa med segrarna vid Chimborazo 1531 och Quipaipan 1532, där Huáscar tillfångatogs. Han dödade dennes familj och Huáscar själv 1533, men besegrades vid Cuzco av spanjorerna samma år och mördades av sina deserterande trupper.